# Bajrići (Bihać)
Bajrići es un pueblo ubicado en el municipio de Bihać, en el cantón de Una-Sana, Bosnia y Herzegovina.

## Superficie
Posee una superficie de 5,18 kilómetros cuadrados.

## Demografía
Hasta 2013 la población era de 506 habitantes, con una densidad de población de 97,6 habitantes por kilómetro cuadrado.